# Ailloncourt
Ailloncourt – miejscowość i gmina we Francji, w regionie Burgundia-Franche-Comté, w departamencie Górna Saona.
Według danych na rok 1990 gminę zamieszkiwało 225 osób, a gęstość zaludnienia wynosiła 24 osoby/km² (wśród 1786 gmin Franche-Comté Ailloncourt plasuje się na 522. miejscu pod względem liczby ludności, natomiast pod względem powierzchni na miejscu 472.).